# 黄陂站 (广州)
黃陂站是廣州地鐵六號線的中途站，位於中国广东省广州市黃埔區廣汕二路，黃陂新村以西的地底。车站在2016年12月28日随6号线二期通车而启用。

## 车站結構

### 車站樓層
本站共有兩層。地面為廣汕二路、黃陂新村及附近建築。地下一層為站廳；地下二層為6號線月台。
| 地下一层 | 站廳               | 售票機、客服中心、警务室、安检设施 |  |  |
| 地下二层 | 2 站台             | █6号线 潯峰崗方向（下站：高塘石）  |  |  |
|          | 岛式站台（卫生间） |                                    |  |  |
|          | 1 站台             | █6号线 香雪方向（下站：金峰）      |  |  |

### 站厅

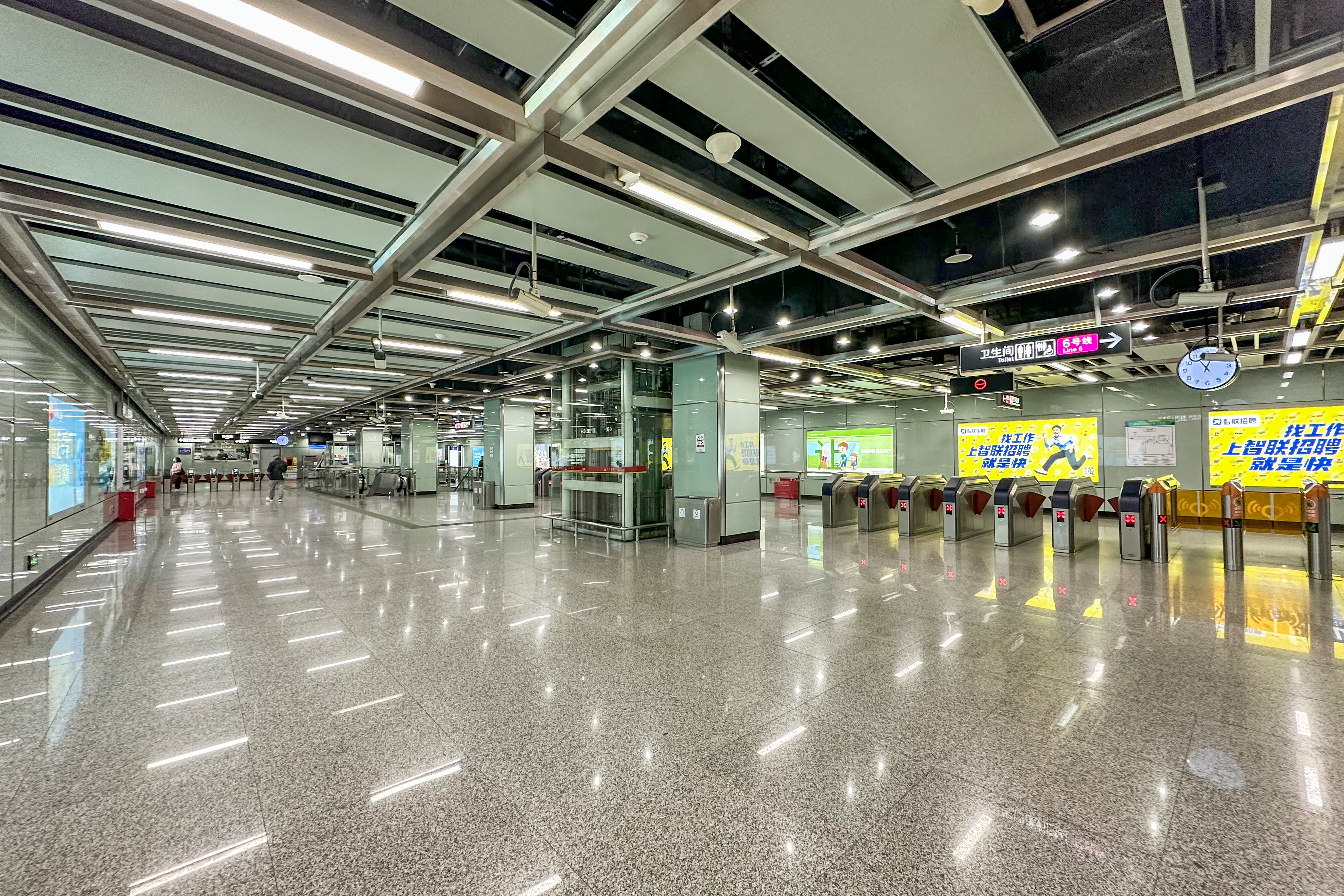
站厅

黄陂站站厅設有售票機、自动售卡/充值机、客務中心和便利店、面包糕饼店、自动照相机、自动贩卖机等设施。
为方便行人进出，站厅北侧被划分为收费区，收费区内设有三台扶手电梯、两组楼梯和一台专用电梯供乘客来往于站厅及月台层。

### 月台
本站設有一個島式月台，位於廣汕二路的地底。
另外，本站東端設有一組存車線，供停放備用列車，該組存車線亦會用於折返以本站為終點的短線（小交路）列車。短線班次列車在1號月台清客完成後，便會進入該存車線，折返到2號月台上客。而且當6號線的東段出現故障時，屆時香雪方向的列車會通過此存車線折返，以本站為臨時總站。

1号月台全景图

本站的卫生间设于月台浔峰岗方向車頭的一端。

### 出入口
黄陂站现时共设有3个出入口。
|                                           |                                                       |      |          |                                                                                                |
| 編號                                      | 设施                                                  | 照片 | 出口指示 | 建議前往的目的地                                                                               |
| B                                         | 盲道标志 · 扶手电梯标志                               |      | 广汕二路 | 力康路、地铁黄陂站（一一七中学）公交车站（东行）、长安公交车站（东行）、华沙村公交车站（东行） |
| C                                         | 盲道标志 · 升降机标志 · 无障碍通道标志 · 扶手电梯标志 |      | 广汕二路 | 长安公交车站（西行）                                                                           |
| D                                         | 扶手电梯标志                                          |      | 广汕二路 | 联华路、地铁黄陂站（一一七中学）公交车站（西行）                                               |
| 註： 設有 \| 設有 \| 設有 \| 設有扶手電梯 |                                                       |      |          |                                                                                                |

## 接驳交通
| 普通巴士线路 \| 编号 \| 编号 \| 线路 \| 线路 \| 线路 \| 收费 \| 备注 \| \| ---- \| --------------- \| ------------------------ \| --------------------- \| -------------------------- \| --------------------- \| --------------------- \| \| \| 83 \| 白云山制药厂 \| ⇆ \| 广汕路（科景路口） \| 2元 \| \| \| \| 324 \| 黄埔体育中心 \| ⇆ \| 联和（惠联路） \| 3元 \| \| \| \| 333 \| 大观路北（大观湿地公园） \| ⇆ \| 科学城南部公交场 \| 2元 \| 30分/班 \| \| \| 345 \| 家和天曜 \| ⇆ \| 知识城南（地铁何棠下站） \| 3元 \| 不大于15–30分/班 \| \| \| 345A \| 天河客運站 \| ⇆ \| 永和贤江 \| 3元 \| 不大于15–30分/班 \| \| \| 449 \| 黄陂社区 \| ⇆ \| 八斗村（天鹿湖社区服务站） \| 2元 \| \| \| \| 449班车 \| 已于2024年2月4日停办 \| 已于2024年2月4日停办 \| 已于2024年2月4日停办 \| 已于2024年2月4日停办 \| 已于2024年2月4日停办 \| \| \| 夜60 \| 联和（惠联路） \| ⇆ \| 永和（万科里享家） \| 3元 \| 330路附属线路 \| \| \| 夜68 \| 天河公交场 \| ⇆ \| 广汕路（科景路口） \| 4元 \| \| \| \| 节假日公交专线9 \| 已于2022年8月13日停办 \| 已于2022年8月13日停办 \| 已于2022年8月13日停办 \| 已于2022年8月13日停办 \| 已于2022年8月13日停办 \| |                 |                          |                       |                            |                       |                       |
| 编号 | 编号            | 线路                     | 线路                  | 线路                       | 收费                  | 备注                  |
| | 83              | 白云山制药厂             | ⇆                     | 广汕路（科景路口）         | 2元                   |                       |
| | 324             | 黄埔体育中心             | ⇆                     | 联和（惠联路）             | 3元                   |                       |
| | 333             | 大观路北（大观湿地公园） | ⇆                     | 科学城南部公交场           | 2元                   | 30分/班               |
| | 345             | 家和天曜                 | ⇆                     | 知识城南（地铁何棠下站）   | 3元                   | 不大于15–30分/班      |
| | 345A            | 天河客運站               | ⇆                     | 永和贤江                   | 3元                   | 不大于15–30分/班      |
| | 449             | 黄陂社区                 | ⇆                     | 八斗村（天鹿湖社区服务站） | 2元                   |                       |
| | 449班车         | 已于2024年2月4日停办     | 已于2024年2月4日停办  | 已于2024年2月4日停办       | 已于2024年2月4日停办  | 已于2024年2月4日停办  |
| | 夜60            | 联和（惠联路）           | ⇆                     | 永和（万科里享家）         | 3元                   | 330路附属线路         |
| | 夜68            | 天河公交场               | ⇆                     | 广汕路（科景路口）         | 4元                   |                       |
| | 节假日公交专线9 | 已于2022年8月13日停办    | 已于2022年8月13日停办 | 已于2022年8月13日停办      | 已于2022年8月13日停办 | 已于2022年8月13日停办 |

## 利用状况
由于本站接近广州市第一一七中学与广州市科学城小学，本站南侧为黄埔富春山居，北侧为黄陂新村，故平日客流可观。
2019年6月18日起，本站与多个邻近车站会在工作日早高峰7时45分至9时实施客流控制，以维持6号线工作日早高峰的運營秩序。

## 历史
2006年，蘿崗區選擇直接通往廣州市區的6號線來連接蘿崗中心區，規劃6號線二期從高塘石站大幅延伸進入蘿崗區內，本站亦成為6號線二期的其中一個車站，設於現時位置，並命名為黃陂站。2011年6月17日，6號線二期工程正式開工建造。2011年9月，廣州市民政局公示6號線蘿崗段初定站名，本站維持現有名稱。2011年6月17日，6號線二期工程正式開工建造。
2016年12月28日，本站随6号线二期开通而启用。